# Haloalqueno

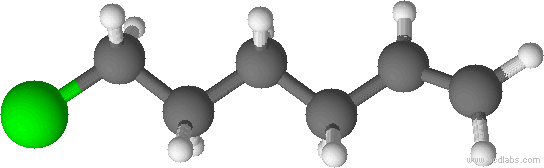
Estructura en 3D del 6-cloro-1-hexeno (ClCH_{2}-(CH_{2})_{3}-CH=CH_{2}), también llamado cloruro de 5-hexenilo

Un haloalqueno, llamado también haluro de alquenilo, es un compuesto orgánico derivado de un alqueno en el cual uno o más átomos de hidrógeno han sido reemplazados por átomos de halógeno (flúor, cloro, bromo o iodo).
Estos compuestos se pueden sintetizar a partir de haloalquinos:
- por hidrogenación del triple enlace por hidroboración, seguido de la ruptura hidrolítica del enlace carbono-metal;
- por reducción empleando hidruros de litio-aluminio o imidas.

En la siguiente tabla figuran algunos ejemplos de cloroalquenos:
| Nombre común         | Nomenclatura IUPAC        | Fórmula química   | Notas                                                                           |
| -------------------- | ------------------------- | ----------------- | ------------------------------------------------------------------------------- |
| Cloruro de vinilo    | Cloroeteno                | H2C=CHCl          | Se utiliza principalmente para producir el polímero cloruro de polivinilo (PVC) |
| Cloruro de crotilo   | 1-cloro-2-buteno          | ClCH2-CH=CH-CH3   |                                                                                 |
| Cloruro de metalilo  | 3-cloro-2-metil-1-propeno | ClCH2-C(CH3)=CH2  | Empleado en síntesis orgánica                                                   |
| Cloropreno           | 2-cloro-1,3-butadieno     | H2C=CCl-CH=CH2    | Se usa como monómero en la producción del policloropreno o neopreno             |
| 1,4-dicloro-2-buteno | 1,4-dicloro-2-buteno      | ClCH2-CH=CH-CH2Cl | Precursor de otros compuestos orgánicos                                         |